# 科赫反应
科赫反应（Koch reaction）由杜邦公司开发，是酸催化、高压条件下从烯烃、一氧化碳与水合成叔碳原子羧酸的方法。
此反应用于工业生产，可用于特戊酸（2,2-二甲基丙酸）、2,2-二甲基丁酸与2,2-二甲基戊酸之合成。年产量15万吨。产物也称科赫酸。

## 反应机理
此反应机理为烯烃与一氧化碳的羟基羰基化反应然后水解生成羧酸。总过程是羧化反应。反应经过碳正离子中间体，因此常伴随着碳骨架的重排，羧酸的产率亦取决于碳正离子的稳定性。反应无立体专一性，生成哪种异构体或其混合物取决于反应条件。
以异丁烯生产特戊酸的反应条件：
- 压力 5 × 105－107 Pa
- 温度 0－50℃
- 催化剂 磷酸与三氟化硼混合酸、硫酸、三氟化硼或氢氟酸